# モスクワ放送交響楽団
モスクワ放送交響楽団（モスクワほうそうこうきょうがくだん）は、ロシアのモスクワを本拠とするオーケストラ。現在は、正式名称を「P・I・チャイコフスキー記念大交響楽団」（ロシア語: Большой симфонический оркестр имени П. И. Чайковского）と称する。

## 沿革
1930年にソビエト連邦の全国ラジオ放送向けの音楽を演奏するオーケストラとして設立された。設立時の名称は、モスクワ・ラジオ交響楽団（英語: Moscow Radio Symphony Orchestra）だった。
ソ連時代の1930年から1958年には「全ソビエト連邦ラジオ放送連盟交響楽団」（ロシア語: Оркестр Всесоюзного радиокомитета (сокращённо Оркестр ВРК)）、1958年から1991年には「全ソビエト連邦ラジオ・中央テレビ放送交響楽団」（ロシア語: Большой симфонический оркестр Всесоюзного радио и Центрального телевидения；英語: USSR State Radio and Television Symphony Orchestra）、1993年からは「ロシア交響楽団」（ロシア語:  российский симфонический оркестр）であった。
ソビエト連邦の崩壊の後、チャイコフスキーの音楽演奏について中心的な役割を果たしたとして、「チャイコフスキー」の名を冠する現在の名称となった。日本においては、改称以前も以後も慣例的に「モスクワ放送交響楽団」と呼ばれているが、英語名称に従って「チャイコフスキー・シンフォニー・オーケストラ」（Tchaikovsky Symphony Orchestra）とも呼ばれる。
1972年から長期間にわたって音楽監督に在任するフェドセーエフは、前任者ロジェストヴェンスキーが創出したロシア色を薄めたグローバルなサウンドに対し、ロシアの土と香りをたっぷり残した音楽づくりで 、パワフルな響きに洗練された味わいが付加され、表現力豊かなオーケストラとなっている。

## 音楽監督
歴代音楽監督は次のとおり 。
- 1930年 - 1937年 アレクサンドル・オルロフ
- 1937年 - 1953年 ニコライ・ゴロヴァーノフ
- 1953年 - 1961年 アレクサンドル・ガウク
- 1961年 - 1974年 ゲンナジー・ロジェストヴェンスキー
- 1974年 - ウラジーミル・フェドセーエフ